# Jerusalem Studies in Arabic and Islam
Jerusalem Studies in Arabic and Islam (дословно — «Иерусалимские исследования арабского языка и ислама») — рецензируемый академический журнал, посвящённый изучению классического ислама, исламской религиозной мысли, арабского языка и литературы, происхождения исламских институтов и взаимодействия между исламской и другими цивилизациями. Он издается Мемориальным фондом Макса Шлёссингера при Институте азиатских и африканских исследований (Еврейский университет в Иерусалиме). Фонд был основан по завещанию Макса и Мириам С. Шлёссингер для облегчения публикации арабских текстов, а также исследований, посвященных исламу, арабскому языку и литературе, а также истории Ближнего Востока.
Журнал был основан в 1979 году под руководством М. Дж. Кистера в качестве главного редактора-учредителя. С 1993 года редактором является Йоханан Фридман. Журнал издаётся ежегодно, но иногда в один год выходит два тома.